# Planckova gostota
Planckova gostota (oznaka {\displaystyle \rho _{P}\,}) je izpeljana enota v Planckovem sistemu enot.

## Definicija
Planckova gostota se izračuna na naslednji način:
{\displaystyle \rho _{P}={\frac {m_{P}}{l_{P}^{3}}}={\frac {c^{5}}{\hbar \kappa ^{2}}}}.
kjer je:
{\displaystyle m_{P}\,} Planckova masa
{\displaystyle l_{P}\,} Planckova dolžina
{\displaystyle c\,} hitrost svetlobe v vakuumu
{\displaystyle \hbar } reducirana Planckova konstanta
{\displaystyle \kappa \,} gravitacijska konstanta.

## Lastnosti
Velikost Planckove gostote je 
{\displaystyle \rho _{P}\approx 5,1.10^{96}\,} kg/m3.
Planckova gostota je izredno velika. Podobno gostoto bi dobili, če bi 1023 mas Sonca stisnili v kroglo veliko kot je atom.
Samo eno enoto Planckovega časa po prapoku je bila gostota vesolja približno enaka Planckovi gostoti.